# CO-3106
La CO-3106 es una carretera perteneciente a la Diputación de Córdoba de la provincia de Córdoba, España, que comunica Villafranca de Córdoba con la Campiña Cordobesa.